# Курц, Эдмунд
Эдмунд Курц (англ. Edmund Kurtz; 29 декабря 1908 года, Санкт-Петербург — 19 августа 2004 года, Лондон) — американский виолончелист российского происхождения.
Начав занятия музыкой в России уроками игры на фортепиано, Курц не сделал особенных успехов, но, по собственным воспоминаниям, услышав в восьмилетнем возрасте в концерте исполнение пьесы П. И. Чайковского «Вариации на тему рококо», решил, что хочет стать виолончелистом. В 1917 г. семья Курца эмигрировала из России и обосновалась в Германии, где занятия мальчика виолончелью быстро стали приносить плоды. В 13 лет он был принят в Лейпциге в класс одного из ведущих педагогов Европы, Юлиуса Кленгеля, славившегося предоставляемой ученикам свободой творческого развития; в письме, датируемом 1924 годом, Кленгель отмечал, что Курц стал самым быстро развивающимся его учеником. В том же году Курц с успехом дебютировал концертом в Риме, затем повторив успех в Берлине. Завершая своё образование, он некоторое время занимался в Будапеште у Лео Вайнера и, по совету Пабло Казальса, взял ряд уроков в Париже у Дирана Алексаняна.
На протяжении почти двух десятилетий Курц сочетал сольную карьеру с работой в оркестре. В 1926—1927 гг. он был солистом Бременской оперы, затем в 1927—1930 гг. гастролировал вместе с балериной Анной Павловой (исполняя, в том числе, сольную партию в пьесе Камиля Сен-Санса, на которую был поставлен самый знаменитый номер Павловой — «Умирающий лебедь»). Затем в 1932—1936 гг. Курц был первой виолончелью Немецкой оперы в Праге (под руководством Георга Селла), после чего счёл за лучшее покинуть Европу и обосноваться в США. В 1936—1944 гг. Курц был солистом Чикагского симфонического оркестра и одновременно много гастролировал в составе фортепианного трио вместе с Яшей и Тосси Спиваковскими. После этого он целиком сосредоточился на сольных выступлениях.
В 1945 г. Курц впервые привлёк к себе широкое внимание американской публики исполнением Концерта Антонина Дворжака с Симфоническим оркестром NBC под управлением Артуро Тосканини. В 1946 г. он исполнил премьеру Второго виолончельного концерта Дариуса Мийо (с Нью-Йоркским филармоническим оркестром под управлением Артура Родзинского), в 1948 г. впервые в Америке сыграл концерт Арама Хачатуряна (с Бостонским симфоническим оркестром под началом Сергея Кусевицкого).
Поздние годы Курца прошли под знаком работы над творчеством Иоганна Себастьяна Баха. В 1978—1983 гг. он трудился над выверенным изданием Шести сюит для виолончели соло, очищая их от позднейших интерпретаторских наслоений путём сверки с рукописью Анны Магдалены Бах.
Среди записей Курца выделяется Соната для виолончели и фортепиано Сергея Рахманинова, записанная с пианистом Уильямом Капеллом.
Братья Эдмунда Курца были скрипачами и дирижёрами — Ефрем Курц и Арвед Абрам Курц (1899—1995), ректор New York College of Music. Сестра — Мэри Курц Розенвальд (1906—1985) — была первой скрипкой Ballet Russe de Monte Carlo, входила в руководство крупнейшей американской еврейской филантропической организации United Jewish Appeal (её муж Уильям был одним из организаторов этой организации и младшим сыном Джулиуса Розенвальда — главы Сирс).